# Pteroceltis
Pteroceltis é um género botânico pertencente à família Cannabaceae.
1. ↑  «Pteroceltis — World Flora Online». www.worldfloraonline.org. Consultado em 19 de agosto de 2020